# علماء الحديث
علماء الحديث أو أهل الحديث علماء الحديث هم العلماء المتخصصون في دراسة الحديث النبوي  من حيث جمعه، حفظه، نقده، وشرح معانيه، وتفسير أحكامه. ويُصنف عملهم ضمن علوم الحديث التي تشمل: الإسناد، المتن، الجرح والتعديل، التصنيف والشرح.

## علوم الحديث
- علم الحديث
  - دراسة ألفاظ الحديث ومعانيه، وتصنيف الأحاديث حسب الموضوع (عقيدة، فقه، أخلاق...).
- علم الإسناد
  - دراسة سلسلة الرواة الذين نقلوا الحديث من النبي صلى الله عليه وسلم حتى وصلنا.
  - يركز على ترتيب الرواة وربطهم بسند متصل.
- علم الرجال
  - دراسة أحوال الرواة وأمانتهم وضبطهم للحديث.
  - الغرض: معرفة من يُقبل حديثه ومن يُرفض.
- علم الجرح والتعديل
  - تحديد ضعف أو قوة الرواة.
  - الجرح: نقد الراوي لما في حديثه من ضعف أو سوء.
  - التعديل: توثيق الراوي وصحته.
- علم مصطلح الحديث
  - دراسة مصطلحات العلماء لوصف الأحاديث: صحيح، حسن، ضعيف، موضوع.
  - يساعد في تصنيف الحديث بدقة.
- علم الشروح والتعليقات على الأحاديث
  - شرح معاني الحديث وبيان الفقه المستفاد منه.
  - أمثلة: فتح الباري لابن حجر، الجامع الصغير للسيوطي.
- علم المسانيد
  - ترتيب الأحاديث بحسب الرواة أو الصحابة أو الموضوع.
  - أمثلة: مسند أحمد بن حنبل.
- علم العلل
  - التحقق من صحة الأحاديث ومقارنتها بين المصادر.

## أبرز علماء الحديث

### أئمة الحديث في الجرح والتعديل وجمع الأحاديث:
- الإمام البخاري
  - مؤلف كتاب: صحيح البخاري
  - يعد أصح كتب الحديث بعد القرآن الكريم.
- الإمام مسلم
  - مؤلف كتاب: صحيح مسلم
  - جمع فيه الأحاديث الصحيحة مع ترتيب خاص.
- الإمام أبي داوود
  - مؤلف كتاب: سنن أبي داود
  - ركز على الأحاديث الفقهية.
- الإمام الترمذي
  - مؤلف كتاب: جامع الترمذي
  - ميزه بأنه يذكر آراء العلماء في الحديث.
- الإمام النسائي
  - مؤلف كتاب: سنن النسائي
  - جمع الأحاديث الصحيحة مع الاعتناء بالضعيف.
- الإمام ابن ماجه
  - مؤلف كتاب: سنن ابن ماجه
  - يعد أحد كتب السنن الستة.
- الإمام أحمد بن حنبل
  - مؤلف كتاب: المسند
  - جمع فيه أكثر من 30 ألف حديث.

### علماء متقدمون في علم الحديث والتحقيق:
- الإمام الدارقطني
  - متخصص في نقد الأحاديث وعلومها.
- الإمام البيهقي
  - مؤلف: سنن البيهقي الكبرى والصغرى
  - اهتم بسند الحديث وتفسيره.
- الإمام ابن حجر العسقلاني
  - مؤلف: فتح الباري شرح صحيح البخاري
  - من أشهر شراح الحديث.
- الإمام السيوطي
  - مؤلف: الجامع الصغير، وشرح الأحاديث
  - جمع بين علوم الحديث واللغة والفقه.